# Borgo Velino
Borgo Velino település Olaszországban, Lazio régióban, Rieti megyében. Lakosainak száma 925 fő (2023. január 1.). Borgo Velino Antrodoco, Castel Sant'Angelo, Cittaducale, Fiamignano, Micigliano és Petrella Salto községekkel határos.

## Népesség
A település népességének változása:
| Lakosok száma | 957  | 941  | 925  |
|               | 2017 | 2018 | 2023 |